# Список учебных заведений Твери
Образование в Твери по данным администрации города представлено 19 высшими учебными заведениями, включая филиалы московских вузов (из них 12 государственных и 7 частных), 13 средними специальными учебными заведениями, суворовским училищем, 10 учреждениями начального профессионального образования, а также 74 школами (из них 4 частных) и 108 детскими дошкольными учреждениями (из них 94 муниципальных). Число студентов высших и средних специальных учебных заведений превышает 49 тысяч, число учащихся школ — 38 тысяч.

## Высшие учебные заведения Твери

### Университеты и академии
- Тверской государственный университет
- Тверской государственный технический университет
- Тверской государственный медицинский университет
- Тверская государственная сельскохозяйственная академия
- Военная академия воздушно-космической обороны имени Маршала Советского Союза Г.К. Жукова

### Институты
- Институт Верхневолжье[2]
- Тверской институт экологии и права[3]
- Высшая школа предпринимательства[4]
- Институт дополнительного профессионального образования и переподготовки (ИДПО)[5]
- Региональный финансово-экономический институт (Дистанционное образование)[6]

### Филиалы и отделения вузов
- Тверской филиал Международного института экономики и права
- Тверской филиал Московского финансово-юридического университета
- Тверской филиал Московского гуманитарно-экономического института
- Тверской филиал Московского университета Министерства внутренних дел Российской Федерации
- Тверской филиал Российской академии народного хозяйства и государственной службы при Президенте РФ
- Тверской филиал Санкт-Петербургского государственного университета технологии и дизайна
- Тверской филиал Современной гуманитарной академии
- Филиал Государственной академии славянской культуры в г. Твери
- Филиал Российского государственного гуманитарного университета[7]
- Тверской казачий технологический институт (филиал) ФГБОУ ВО «Московский государственный университет технологий и управления имени К. Г. Разумовского (Первый Казачий университет)»
- Филиал Санкт-Петербургского государственного инженерно-экономического университета в г. Твери

## Средние специальные учебные заведения Твери
- Тверской политехнический колледж
- Тверской колледж сервиса и туризма
- Тверской колледж имени А. Н. Коняева
- Тверской машиностроительный колледж
- Тверской химико-технологический колледж
- Тверской кооперативный техникум
- Тверское художественное училище имени Венецианова
- Тверской музыкальный колледж имени М. П. Мусоргского
- Тверской колледж культуры имени Н. А. Львова
- Тверской Медицинский колледж
- Тверской торгово-экономический колледж
- Тверской педагогический колледж
- Тверской Технологический Колледж
- Тверской промышленно-экономический колледж
- Региональный финансово-экономический техникум (дистанционное образование)
- . Тверской колледж транспорта и сервиса
- Высшая школа предпринимательства

## Школы Твери

### Школы в Заволжском районе
- Средняя общеобразовательная школа № 3 (170007, Тверь, ул. Новая Заря, 23)[8]
- Средняя общеобразовательная школа № 7 (170039, Тверь, Молодёжный б-р, 10, корп. 1)
- Тверская гимназия № 8 (170003, Тверь, Петербургское ш., 8)
- Средняя общеобразовательная школа № 15 (170039, Тверь Молодёжный б-р, 10, корп. 2)
- Средняя общеобразовательная школа № 17 с углубленным изучением математики (170005, Тверь, ул. Мусоргского, 5) [9]
- Средняя общеобразовательная школа № 29 (170042, Тверь, пер. Никитина, 12)
- Средняя общеобразовательная школа № 31 (170019, Тверь, ул. Р. Люксембург, 116)
- Средняя общеобразовательная школа № 34 (170021, Тверь, ул. Соминка, 65)
- Средняя общеобразовательная школа № 35 с углубленным изучением немецкого языка (170026, Тверь, Комсомольский пр-т, 6)
- Средняя общеобразовательная школа № 40 (170003, Тверь, ул. П. Савельевой, 4)
- Средняя общеобразовательная школа № 46 (170026, Тверь, ул. Фарафоновой, 26)
- Средняя общеобразовательная школа № 47 (170015, Тверь, пос. Литвинки, 36)
- Средняя общеобразовательная школа № 50 (170039, Тверь, 1-й пер. Вагонников, 5)
- Средняя общеобразовательная школа № 53 (170041, Тверь, ул. Коноплянниковой, 22а)
- Частное учреждение среднего (полного) общего образования школа «AL» (170039, Тверь, ул. Фрунзе, 8, корп. 3)

### Школы в Московском районе
- Тверская гимназия № 10 (170100, Тверь, ул. Вагжанова, 2)
- Средняя общеобразовательная школа № 11 (170100, Тверь, ул. Московская, 61)
- Средняя общеобразовательная школа № 22 (170100, Тверь, Смоленский пер., 10)
- Средняя общеобразовательная школа № 24 (170016, Тверь, ул. Линейная, 81)
- Средняя общеобразовательная школа № 29 (170028, Тверь, ул. Орджоникидзе, 32)
- Средняя общеобразовательная школа № 27 (170028, Тверь, ул. Орджоникидзе, 39)
- Основная общеобразовательная школа № 28 (170025, Тверь, ул. Центральная, 7)
- Средняя общеобразовательная школа № 33 (170033, Тверь, ул. Ипподромная, 26)
- Средняя общеобразовательная школа № 37 (170032, Тверь, пос. Химинститута)
- Средняя общеобразовательная школа № 39 (170028, Тверь, ул. Фадеева, 42)
- Средняя общеобразовательная школа № 43 (170028, Тверь, ул. Склизкова, 95)
- Гимназия № 44 (170043, Тверь, Октябрьский пр-т, 57)
- Средняя общеобразовательная школа № 45 (170043, Тверь, ул. Левитана, 30)
- Средняя общеобразовательная школа № 48 (170043, Тверь, б-р Гусева, 11)
- Центр образования № 49 (170043, Тверь, б-р Гусева, 42)
- Средняя общеобразовательная школа № 51 (170016, Тверь, ул. Можайского, 82)
- Средняя общеобразовательная школа № 55 (170043, Тверь, б-р Гусева, 24)

### Школы в Пролетарском районе
- Средняя общеобразовательная школа № 1 (170001, Тверь, ул. Виноградова, 4)
- Средняя общеобразовательная школа № 2 им. Д. М. Карбышева  (170027, Тверь, ул. Д. Карбышева, 1)
- Средняя общеобразовательная школа № 4 (170040, Тверь, пр-т 50 лет Октября, 20б)
- Средняя общеобразовательная школа № 5 (170011, Тверь, ул. К. Заслонова, 4а)
- Средняя общеобразовательная школа № 9 (170001, Тверь, ул. Баррикадная, 5)
- Средняя общеобразовательная школа № 20 (170024, Тверь, пр-т Ленина, 16)
- Средняя общеобразовательная школа № 19 (170009, Тверь, ул. Громова, 1)
- Средняя общеобразовательная школа № 25 (170043, Тверь, ул. Железнодорожников, 53)
- Средняя общеобразовательная школа № 30 (170024, Тверь, ул. Академическая, 18)
- Средняя общеобразовательная школа № 32 (170023, Тверь, ул. Ржевская, 12)- не существует
- Средняя общеобразовательная школа № 38 (170024, Тверь, ул. Маршала Конева, 1)
- Средняя общеобразовательная школа № 41 (170040, Тверь, пр-т 50 лет Октября, 40а)
- Средняя общеобразовательная школа № 52 (170027, Тверь, ул. Георгиевская, 12)
- Тверской лицей (170001, Тверь, пр-т Калинина, 10)
- Начальная школа № 1 (170024, Тверь, ул. Бобкова, 11)
- Негосударственное образовательное учреждение Тверская епархиальная православная средняя общеобразовательная школа во имя святителя Тихона Задонского (170001, Тверь, Двор Пролетарки, 15)

### Школы в Центральном районе
- Тверская гимназия № 6 (170100, Тверь, ул. Советская, 1)
- Многопрофильная гимназия № 12 (170100, Тверь, ул. Желябова, 22)
- Академическая гимназия им. П. П. Максимовича Тверского государственного университета (170100, Тверь, Студенческий пер., 13)
- Средняя общеобразовательная школа № 14 (170002, Тверь, ул. 1-я Суворова, 19)
- Средняя общеобразовательная школа № 16 (170100, Тверь, Студенческий пер., 33)
- Средняя общеобразовательная школа № 18 (170006, Тверь, ул. Учительская, 6)
- НОУ ОЛ «Довузовский комплекс ТвГУ»(170100, Тверь, ул. Желябова, 39)
- Средняя общеобразовательная школа № 36 (170034, Тверь, Волоколамский пр-т, 10)
- Средняя общеобразовательная школа № 42 (170002, Тверь, Спортивный пер., 12)
- Частное общеобразовательное учреждение «Высшая школа предпринимательства» (170001, Тверь, Спартака, 26А)

## Учреждения дополнительного образования
- Тверской Дворец творчества Детей и Молодёжи
- Детская школа искусств №1 имени Модеста Петровича Мусоргского
- Детская школа искусств №2 (МБУ ДО ДШИ №2) [10]
- Музыкальная школа № 3 имени Андреева[11]
- Учебный центр «Академия Тимлайн»[12]
- Высшая школа предпринимательства